# Justin Muzinich
Justin George Muzinich (ur. 5 listopada 1977 w Nowym Jorku) – amerykański polityk, zastępca sekretarza skarbu.

## Działalność publiczna
W kwietniu 2018 prezydent Donald Trump wysunął jego kandydaturę na stanowisko zastępcy sekretarza skarbu, którą następnie w dniu 11 grudnia zatwierdził stosunkiem głosów 55-44 Senat i następnego dnia objął urząd.